# 亳县
亳县，中国旧县名。
清朝时，为亳州。1912年，全国废府州厅改县，改亳县，治所在今安徽省亳州市区。1948年至1950年间，中共政权在县城设置亳城市。1949年后，属阜阳专区、阜阳地区。1986年撤销亳县，改设亳州市。 